# Warko (Dschibuti)
Warko ist ein Gebirgskamm in Dschibuti in der Region Dikhil in Afrika. Er liegt in einer Wüste etwa 110 Kilometer westlich der Hauptstadt Dschibuti. Die höchste Erhebung ist 895 Meter hoch.